# Ривольта, Маттео
Маттео Ривольта (итал. Matteo Rivolta, 16 ноября 1991) — итальянский пловец, специализирующийся в баттерфляе.  
Ривольта является спортсменом клуба Fiamme Oro.
Маттео — бронзовый призёр на дистанции 100 метров баттерфляем на чемпионате Европы 2012 года. 
Участвовал в Олимпийских играх 2012 и 2016 годов. На Олимпийских играх 2012 года он занял 22-е место на дистанции 100 метров баттерфляем и 14-е место в эстафете 4 × 100 м комплексным плаванием в составе сборной Италии. На Олимпийских играх 2016 года он финишировал 25-м на 100 м баттерфляем.
На чемпионате Европы 2012 года Риволта стал чемпионом в составе итальянской команды в эстафете 4 × 100 м комплексным плаванием и завоевал бронзу на 100 м баттерфляем.
На чемпионате Европы на короткой воде 2015 года стал чемпионом в эстафете 4 × 100 м комплексным плаванием и выиграл серебро на 100 м баттерфляем. В 2017 году завоевал золото на дистанции 100 м баттерфляем.
В 2021 году выиграл золото на 100 м баттерфляем и бронзу на 50 м баттерфляем на чемпионате мира на короткой воде, установив новый рекорд Италии.
По состоянию на 16 февраля 2025 года он также является рекордсменом Италии на короткой воде в 100 м баттерфляем. Он был частью итальянской команды, которая выиграла золото в эстафете 4 × 100 м комплексным плаванием с новым рекордом чемпионата (3:19.76) вместе с Лоренцо Мора, Николо Мартиненги и Александро Миресси. Также завоевал бронзу в эстафете 4 × 50 м комплексным плаванием вместе с Морой Лоренцо, Николо Мартиненги и Лоренцо Дзадзери.
На чемпионате мира на короткой воде 2022 года он был частью итальянской команды, которая выиграла золото в эстафете 4 × 50 м комплексным плаванием, установив новый мировой рекорд (1:29.72) вместе с Морой, Мартиненги и Леонардо Деплано.
На этом же чемпионате он также выиграл бронзу в эстафете 4 × 100 м комплексным плаванием, установив новый рекорд Европы, вместе с Морой Лоренцо, Николо Мартиненги и Александро Миресси.
Кроме того, он был частью итальянской команды, которая завоевала золото в эстафете 4 × 100 м комплексным плаванием на чемпионате Европы 2022 года.